# Palaeorhiza reginarum
Palaeorhiza reginarum is een vliesvleugelig insect uit de familie Colletidae. De wetenschappelijke naam van de soort is voor het eerst geldig gepubliceerd in 1905 door Cockerell.